# いずみの学校初等部・中等部
いずみの学校初等部・中等部（いずみのがっこうしょとうぶ・ちゅうとうぶ）は、北海道虻田郡豊浦町字東雲町にある私立小学校・中学校。
シュタイナー学園初等部・中等部に続き、シュタイナー学校としては日本で2番目に学校法人格を取得した学校法人北海道シュタイナー学園によって運営されている。

## 概要
シュタイナー教育に基づいて活動する小中一貫校である。国語・算数・理科・社会等、一般に「主要五教科」と言われる科目については、朝から2時間、3〜4週間かけて集中的に学習する。

## 沿革
- 1999年
  - 4月 - 「いずみの学校」土曜クラスが北海道伊達市末永町で始まる。
  - 10月 - 全日制クラスを伊達市関内町で開始。
- 2001年12月 - 特定非営利活動法人として認証され、伊達市松ヶ枝町に移転。
- 2003年4月 - 名称を「NPO法人シュタイナースクールいずみの学校」とする
- 2006年11月 - 構造改革特別区域計画「豊浦『自然と芸術』教育特区」認定
- 2008年3月 - 学校法人北海道シュタイナー学園に名称を変更し、開校。豊浦町の現在の校舎に移転
- 2009年4月 - 教育課程特例校に認定
- 2010年8月 - アスベスト除去工事
- 2011年8月 - 耐震改修工事

## 交通
JR北海道、豊浦駅より徒歩約13分。
新千歳空港より、車で約1時間30分。